# 존 랜다우
존 랜다우(영어: Jon Landau, 1960년 7월 23일~2024년 7월 5일)는 미국의 영화 프로듀서이다. 제임스 캐머런 감독의 영화 《타이타닉》(1997), 《아바타》(2009) 등을 프로듀싱했다.

## 출연 작품
- 아바타 4(2025)
- 아바타 3(2023)
- 아바타: 물의 길(2021)
- 알리타: 배틀 엔젤(2018)
- 다이브(2010)
- 아바타(2009)
- 솔라리스(2002)
- 타이타닉(1997)
- 딕 트레이시(1990)
- 캠퍼스 맨(1987)
- 에프 엑스(1986)

## 가족
- 부: 엘리 랜도
- 모: 에디 랜도
- 배우자: 줄리 랜도